# Tervel Pulev
Tervel Venkov Pulev (in bulgaro Тервел Венков Пулев?; Sofia, 10 gennaio 1983) è un pugile bulgaro, nelle categorie dei pesi mediomassimi e massimi.

## Biografia
Nato a Sofia il 10 gennaio 1983 nella famiglia Pulev, fucina di molti campioni di pugilato. Il padre Venko Pulev è stato campione di Bulgaria nella categoria dei pesi massimi a metà del XX secolo. Il fratello Kubrat Pulev è stato medaglia d'oro nei pesi supermassimi agli europei di Liverpool 2008.
Tervel Pulev è entratto nel mondo del pugilato fin dal 1994 nella squadra CSKA, successivamente ha militato nella NSA, per poi gareggiare per le "Academic", "National Sofia" e "Levski".
Si è laureato alla Accademia Nazionale per gli Sport "Vasil Levski". Il suo allenatore è Borislav Boiadzhiev.
Più volte campione di Bulgaria nel periodo 2004-2010. In patria non ha mai perso un incontro ad tranne con Artur Beterbiev, il campione russo che nel 2005 militava nella BC Botev Plovdiv.

## Carriera pugilistica
Pulev ha partecipato ad una edizione dei giochi olimpici (Londra 2012), tre dei campionati del mondo (Mianyang 2005, Milano 2009, Baku 2011), tre europei (Plovdiv 2006, Mosca 2010, Ankara 2011) e tre campionati dell'Unione Europea (Cagliari 2005, Pécs 2006, Dublino 2007).

### Principali incontri disputati
Statistiche aggiornate al 20 settembre 2012.
| Evento        | Edizione      | Categoria             | Trentaduesimi | Sedicesimi                                   | Ottavi                             | Quarti                             | Semifinale                         | Finale                                | Pos. | Note   |
| ------------- | ------------- | --------------------- | ------------- | -------------------------------------------- | ---------------------------------- | ---------------------------------- | ---------------------------------- | ------------------------------------- | ---- | ------ |
| Campionati EU | Cagliari 2005 | Mediomassimi (-81 kg) | N.D.          | N.D.                                         | Bye                                | Marijo Šivolija ( Croazia) P 15-20 | non qualificato                    | non qualificato                       | 5º   | [ 1 ]  |
| Mondiali      | Mianyang 2005 | Mediomassimi (-81 kg) | N.D.          | Utkirbek Haydarov ( Uzbekistan) P 15-30      | non qualificato                    | non qualificato                    | non qualificato                    | non qualificato                       | 17º  | [ 2 ]  |
| Campionati EU | Pécs 2006     | Mediomassimi (-81 kg) | N.D.          | N.D.                                         | Bye                                | Kenneth Egan ( Irlanda) P 17-18    | non qualificato                    | non qualificato                       | 5º   | [ 3 ]  |
| Europei       | Plovdiv 2006  | Mediomassimi (-81 kg) | N.D.          | Bye                                          | Artur Beterbiev ( Russia) P 22-38  | non qualificato                    | non qualificato                    | non qualificato                       | 9º   | [ 4 ]  |
| Campionati EU | Dublino 2007  | Massimi (-91 kg)      | N.D.          | N.D.                                         | Clemente Russo ( Italia) P 5-13    | non qualificato                    | non qualificato                    | non qualificato                       | 9º   | [ 5 ]  |
| Mondiali      | Milano 2009   | Massimi (-91 kg)      | Bye           | Abdul Walid ( Afghanistan) V 17-1            | Osmai Acosta Duarte ( Cuba) P 2-11 | non qualificato                    | non qualificato                    | non qualificato                       | 9º   | [ 6 ]  |
| Europei       | Mosca 2010    | Massimi (-91 kg)      | N.D.          | Damir Beljo ( Bosnia ed Erzegovina) V RSCI 2 | Colak Ananikyan ( Armenia) V 5-4   | Stjepan Vugdelija ( Croazia) V 5-3 | Jozsef Darmos ( Ungheria) V AB 2   | Egor Mehoncev ( Russia) P 1-10        |      | [ 7 ]  |
| Europei       | Ankara 2011   | Massimi (-91 kg)      | N.D.          | Bye                                          | Christian Demaj ( Albania) V 18-9  | Denis Poyatsika ( Ucraina) V 15-14 | Bahram Muzaffer ( Turchia) V 17-11 | Teymur Mammadov ( Azerbaigian) P AB 3 |      | [ 8 ]  |
| Mondiali      | Baku 2011     | Massimi (-91 kg)      | Bye           | Mirzohidjon Abdullaev ( Uzbekistan) V 9-7    | Oleksandr Usyk ( Ucraina) P RET    | non qualificato                    | non qualificato                    | non qualificato                       | 9º   | [ 9 ]  |
| Olimpiadi     | Londra 2012   | Massimi (-91 kg)      | N.D.          | N.D.                                         | Wang Xuanxuan ( Cina) V 10-7       | Yamil Peralta ( Argentina) V 13-10 | Oleksandr Usyk ( Ucraina) P 5-21   | non qualificato                       |      | [ 10 ] |